# Plectreuridae
Plectreuridae är en familj av spindlar. Plectreuridae ingår i ordningen spindlar, klassen spindeldjur, fylumet leddjur och riket djur. Enligt Catalogue of Life omfattar familjen Plectreuridae 29 arter. 
Kladogram enligt Catalogue of Life:
| Plectreuridae | \| \| Kibramoa \| \| \| \| \| \| Plectreurys \| \| \| \| |
|               | \| \| Kibramoa \| \| \| \| \| \| Plectreurys \| \| \| \| |
|               | Kibramoa                                                 |
|               |                                                          |
|               | Plectreurys                                              |
|               |                                                          |